# Kılıçaslan, Gümüşhacıköy
Kılıçaslan là một xã thuộc huyện Gümüşhacıköy, tỉnh Amasya, Thổ Nhĩ Kỳ. Dân số thời điểm năm 2010 là 50 người.